# إعدام علني

الإعدام العلني هو نموذج عن أنظمة العقوبات الكبرى و الذي يمكن الجماعات العامة حضوره طوعاً. هذا التعريف يستثني مجموعة صغيرة من الشهود حيث يتم اختيارهم بشكل عشواي و ذلك لضمان المساءلة التنفيذية. الهدف من عرض الحدث لديه ماضي تاريخي الذي كان يحدد الافراد المخالفين للقوانين و السلطة.و رجوعاً إلى عدة احداث تاريخية كان التنفيذ يكون جشع في بعض الاحيان لكنه إلزامي في أحيان أخرى.
لكن اليوم في اغلب المدن تحترم الإعدام العلني مع الابتعاد عنه، لكن في الماضي كان يفضل ان يكون الإعدام بالخفية و ذلك لعدم نشر الخوف وترهيب المجتمع. كان أيضًا يسمح للمتهم إلقاء كلمة أخيرة بإعطائه المساحة لتفريغ طاقته أمام العديد من القضاة وإضافة شيء للعامة ليبقى المشهد مميز في أذهانهم.

## الإصلاحات
أدان مفكري عصر التنوير عمليات الإعدام في القرن الثامن عشر، ومن بينهم كان مونتسكيو والسياسي سيزاري بيكاريا. شهدت منطقتي أوروبا وشمال الولايات المتحدة في القرن التاسع عشر وأوائل القرن العشرين تحولًا بعيدًا عن مشهد عقوبة الإعدام العامة إلى عمليات الإعدام الخاصة والحرمان من الحرية.

### بريطانيا العظمى
شهد عام 1801 آخر عملية إعدام علنية في تيبورن هيل، وبعد ذلك جرت جميع عمليات الإعدام في مدينة يورك داخل أسوار قلعتها. أما في لندن، بقي المحكوم عليهم بالإعدام في أولد بيلي في سجن نيوجيت بانتظار تنفيذ أحكامهم أمام العلن. مثلما هو الحال في تيبورن، تجتمع الحشود التي ستأتي للمشاهدة بأعداد كبيرة دون ظهور أي تعاطف. جرى آخر إعدام علني في بريطانيا العظمى في عام 1868، وبعد ذلك نُفذت عقوبة الإعدام في خصوصية داخل السجون.

### فرنسا
استمرت السلطات الفرنسية في تنفيذ عمليات الإعدام العلنية حتى عام 1939. وقد أصبحت عمليات الإعدام خاصة بعد ظهور فيلم سري لموت القاتل المتسلسل يوجين فايدمان على يد المقصلة وانتشار الفضيحة. ظهرت تقارير مقلقة عن قيام المتفرجين بشرب دماء ويدمان في خرق للهدايا التذكارية، وردًا على ذلك منع الرئيس ألبير فرانسوا لوبران عمليات الإعدام العلنية في فرنسا بسبب «الترويج لغرائز الطبيعة البشرية الأساسية».

### الولايات المتحدة
جرى آخر تنفيذ علني لعملية إعدام في الولايات المتحدة في عام 1936. وما تزال المشاهدة متاحة لمن لهم صلة بالشخص الذي يجري إعدامه، إلى جانب أُسر الضحايا وأحيانًا الصحفيين.

كتبت فرانسيس لارسون في كتابها الصادر عام 2014 تحت عنوان: مبتور: تاريخ من الرؤوس المفقودة:
«طالما كانت هناك عمليات إعدام علنية، كانت الحشود تجتمع لرؤيتها. في لندن، في أوائل القرن التاسع عشر، ربما كان هناك 5000 شخص يشاهدون عملية إعدام بالشنق، لكن الحشود التي تصل إلى 100,000 كانت تأتي لرؤية مجرم مشهور يتم إعدامه. الأرقام بالكاد تغيرت على مر السنين. يقدر أن حوالي 20,000 شخص قد شاهدوا ريني بيثيا وهو يُشنق عام 1936، فيما تبين أنه كان آخر إعدام علني في الولايات المتحدة».

## في اليوم الحالي
وفقًا لمنظمة العفو الدولية، في عام 2012، «فمن المعروف أن عمليات الإعدام العلنية قد نفذت في إيران وكوريا الشمالية والمملكة العربية السعودية والصومال». لا تدرج منظمة العفو الدولية سوريا وأفغانستان واليمن في قائمة البلدان التي تنفذ فيها أحكام الإعدام العلني، لكن وردت تقارير عن عمليات إعدام علنية نفذتها هناك جهات حكومية وغير حكومية مثل تنظيم الدولة الإسلامي (داعش). تم تنفيذ عمليات الإعدام التي يمكن تصنيفها على أنها عامة أيضًا في ولايتي فلوريدا ويوتا في الولايات المتحدة اعتبارًا من عام 1992.